# Jarčiská
Jarčiská je přírodní rezervace v oblasti Východní Karpaty.
Nachází se v katastrálním území obce Roškovce v okrese Medzilaborce v Prešovském kraji. Území bylo vyhlášeno či novelizováno v roce 1982 na rozloze 0,454 ha. Ochranné pásmo nebylo stanoveno.